# Östasiatiska mästerskapet i fotboll 2010
Östasiatiska mästerskapet i fotboll 2010 var det fjärde östasiatiska mästerskapet och avgjordes mellan 6 och 14 februari 2010 i Japan. Turneringen vanns av Kina före Sydkorea.

## Kvalspel
Japan, Kina och Sydkorea var direktkvalificerade för huvudturneringen. Övriga lag fick kvala om den fjärde- och sistaplatsen, Hongkong, Kinesiska Taipei, Nordkorea gick in i andra kvalomgången, medan Guam, Macao, Mongoliet, Nordmarianerna fick börja i första kvalomgången.

## Gruppspel

### Tabell
| Nr | Lag      | S | V | O | F | GM | IM | MS  | P |
| -- | -------- | - | - | - | - | -- | -- | --- | - |
| 1  | Kina     | 3 | 2 | 1 | 0 | 5  | 0  | +5  | 7 |
| 2  | Sydkorea | 3 | 2 | 0 | 1 | 8  | 4  | +4  | 6 |
| 3  | Japan    | 3 | 1 | 1 | 1 | 4  | 3  | +1  | 4 |
| 4  | Hongkong | 3 | 0 | 0 | 3 | 0  | 10 | −10 | 0 |

### Matcher
| 1           | 6 februari 2010 | Japan | 0 – 0   | Kina | Tokyo Stadium                                              |                                                            |
| 19:15 UTC+9 | 19:15 UTC+9     |       | Rapport |      | Tokyo Publik: 25 964 Domare: Strebre Delovski (Australien) | Tokyo Publik: 25 964 Domare: Strebre Delovski (Australien) |
| 19:15 UTC+9 | 19:15 UTC+9     |       |         |      | Tokyo Publik: 25 964 Domare: Strebre Delovski (Australien) | Tokyo Publik: 25 964 Domare: Strebre Delovski (Australien) |
| 19:15 UTC+9 | 19:15 UTC+9     |       |         |      | Tokyo Publik: 25 964 Domare: Strebre Delovski (Australien) | Tokyo Publik: 25 964 Domare: Strebre Delovski (Australien) |

| 2           | 7 februari 2010 | Sydkorea                                                                                  | 5 – 0           | Hongkong | Nationalstadion                                |                                                |
| 19:15 UTC+9 | 19:15 UTC+9     | Kim Jung-Woo 10′ Koo Ja-Cheol 24′ Lee Dong-Gook 32′ Lee Seung-Ryul 37′ No Byung-Jun 90+3′ | (4 – 0) Rapport |          | Tokyo Publik: 2 728 Domare: Ryuji Sato (Japan) | Tokyo Publik: 2 728 Domare: Ryuji Sato (Japan) |
| 19:15 UTC+9 | 19:15 UTC+9     |                                                                                           |                 |          | Tokyo Publik: 2 728 Domare: Ryuji Sato (Japan) | Tokyo Publik: 2 728 Domare: Ryuji Sato (Japan) |
| 19:15 UTC+9 | 19:15 UTC+9     |                                                                                           |                 |          | Tokyo Publik: 2 728 Domare: Ryuji Sato (Japan) | Tokyo Publik: 2 728 Domare: Ryuji Sato (Japan) |

| 3           | 10 februari 2010 | Kina                                     | 3 – 0           | Sydkorea | Tokyo Stadium                                     |                                                   |
| 19:15 UTC+9 | 19:15 UTC+9      | Yu Hai 5′ Gao Lin 27′ Deng Zhuoxiang 60′ | (2 – 0) Rapport |          | Tokyo Publik: 3 629 Domare: Ng Kai Lam (Hongkong) | Tokyo Publik: 3 629 Domare: Ng Kai Lam (Hongkong) |
| 19:15 UTC+9 | 19:15 UTC+9      |                                          |                 |          | Tokyo Publik: 3 629 Domare: Ng Kai Lam (Hongkong) | Tokyo Publik: 3 629 Domare: Ng Kai Lam (Hongkong) |
| 19:15 UTC+9 | 19:15 UTC+9      |                                          |                 |          | Tokyo Publik: 3 629 Domare: Ng Kai Lam (Hongkong) | Tokyo Publik: 3 629 Domare: Ng Kai Lam (Hongkong) |

| 4           | 11 februari 2010 | Japan                                         | 3 – 0           | Hongkong | Nationalstadion                                |                                                |
| 19:15 UTC+9 | 19:15 UTC+9      | Keiji Tamada 41′, 82′ Marcus Tulio Tanaka 65′ | (1 – 0) Rapport |          | Tokyo Publik: 16 368 Domare: Zhao Liang (Kina) | Tokyo Publik: 16 368 Domare: Zhao Liang (Kina) |
| 19:15 UTC+9 | 19:15 UTC+9      |                                               |                 |          | Tokyo Publik: 16 368 Domare: Zhao Liang (Kina) | Tokyo Publik: 16 368 Domare: Zhao Liang (Kina) |
| 19:15 UTC+9 | 19:15 UTC+9      |                                               |                 |          | Tokyo Publik: 16 368 Domare: Zhao Liang (Kina) | Tokyo Publik: 16 368 Domare: Zhao Liang (Kina) |

| 5           | 14 februari 2010 | Hongkong | 0 – 2           | Kina                  | Nationalstadion                                        |                                                        |
| 16:30 UTC+9 | 16:30 UTC+9      |          | (0 – 1) Rapport | 44′, 74′ (str.) Qu Bo | Tokyo Publik: 16 439 Domare: Kim Jong-Hyeok (Sydkorea) | Tokyo Publik: 16 439 Domare: Kim Jong-Hyeok (Sydkorea) |
| 16:30 UTC+9 | 16:30 UTC+9      |          |                 |                       | Tokyo Publik: 16 439 Domare: Kim Jong-Hyeok (Sydkorea) | Tokyo Publik: 16 439 Domare: Kim Jong-Hyeok (Sydkorea) |
| 16:30 UTC+9 | 16:30 UTC+9      |          |                 |                       | Tokyo Publik: 16 439 Domare: Kim Jong-Hyeok (Sydkorea) | Tokyo Publik: 16 439 Domare: Kim Jong-Hyeok (Sydkorea) |

| 6           | 14 februari 2010 | Japan                    | 1 – 3           | Sydkorea                                                     | Nationalstadion                                            |                                                            |
| 19:15 UTC+9 | 19:15 UTC+9      | Yasuhito Endō 23′ (str.) | (1 – 2) Rapport | 33′ (str.) Lee Dong-Gook 39′ Lee Seung-Ryul 70′ Kim Jae-Sung | Tokyo Publik: 42 951 Domare: Strebre Delovski (Australien) | Tokyo Publik: 42 951 Domare: Strebre Delovski (Australien) |
| 19:15 UTC+9 | 19:15 UTC+9      |                          |                 |                                                              | Tokyo Publik: 42 951 Domare: Strebre Delovski (Australien) | Tokyo Publik: 42 951 Domare: Strebre Delovski (Australien) |
| 19:15 UTC+9 | 19:15 UTC+9      |                          |                 |                                                              | Tokyo Publik: 42 951 Domare: Strebre Delovski (Australien) | Tokyo Publik: 42 951 Domare: Strebre Delovski (Australien) |

## Sammanställning
| Nr | Lag              | S | V | O | F | GM | IM | MS  | P |
| -- | ---------------- | - | - | - | - | -- | -- | --- | - |
| 1  | Kina             | 3 | 2 | 1 | 0 | 5  | 0  | +5  | 7 |
| 2  | Sydkorea         | 3 | 2 | 0 | 1 | 8  | 4  | +4  | 6 |
| 3  | Japan            | 3 | 1 | 1 | 1 | 4  | 3  | +1  | 4 |
| 4  | Hongkong         | 6 | 2 | 1 | 3 | 16 | 10 | +6  | 7 |
| 5  | Nordkorea        | 3 | 2 | 1 | 0 | 11 | 3  | +8  | 7 |
| 6  | Kinesiska Taipei | 3 | 1 | 0 | 2 | 5  | 8  | −3  | 3 |
| 7  | Guam             | 6 | 2 | 1 | 3 | 9  | 28 | −19 | 7 |
| 8  | Mongoliet        | 3 | 2 | 0 | 1 | 6  | 3  | +3  | 6 |
| 9  | Macao            | 3 | 1 | 1 | 1 | 9  | 5  | +4  | 4 |
| 10 | Nordmarianerna   | 3 | 0 | 0 | 3 | 3  | 12 | −9  | 0 |